# Ясінь
Ясінь або Осень, Асень (1019 — 1082) — половецький хан. Засновник орди Кай та  половецької династії Асенідів, яка домінувала в донецьких степах.

## Життєпис
Був нащадком Кунана і Абара (Уби), правителів Цзубу. Останні на думку низки дослідників киданських джерел називалися Кимаки (Кумосі). Можливо замолоду разом з братами Бегубарсом і Гиргенєм брав участь у походах проти значного послабленого Хозарського каганату, який було остаточно знищено.
Асень деякий час очолював одну з найбільш впливових орд західного Дешт-і Кипчак донецьку конфедерацію орд. 1061 року допоміг повалити волзькоболгарського еміра Ашрафхана.  Асеню не вистачало достатньо харизми для об'єднання периферійних орд навколо донецької орди. В ході внутрішньої боротьби між Шаруканом і Асенєм, останній разом з своєю ордою покинув донецькі степи і відкочувала в Наддніпрянщину.
Згодом зумів зайняти місцевість у низів'ях річки Дніпро (звідси походить їх назва наддніпрянських половців). Стосовно походів Ясіня проти Руської держави немає відомостей. Вступив в конфлікт з династію Шаруканидів з племені ольберлю, але за життя не домігся перемоги.
Втім, можливо, здійснив похід проти Угорщини у 1070 році, коли разом з іншими ханами пройшов через гірський перехід Мезеш і сплюндрував провінцію Пір, зокрема місто Біхора. У 1080 році здійснив похід до Новгород-Сіверського. Помер 1082 року.

## Родина
- брат Бегубарс
- брат Сакз
- син Аєпа (Каїп), тесть Юрія Долгорукого
- син Боняк